# Terre de Wilkes
Pour les articles homonymes, voir Wilkes.

Trajet de Charles Wilkes près de la terre de Wilkes en Antarctique.

La terre de Wilkes est une terre de l'Antarctique, qui s'étend entre la terre d'Enderby à l'ouest et la terre Adélie à l'est.
Elle a été baptisée d'après l'explorateur américain Charles Wilkes et est revendiquée par l'Australie dans le Territoire antarctique australien.
Le 15 mars 2022, la barrière de glace de la terre de Wilkes s’est désintégrée, lors de la vague de « chaleur » sans précédent qui a frappé la région, ont indiqué des scientifiques. Cette « barrière de glace de Conger » (environ 1 200 km2 soit la superficie de Los Angeles ou de Rome), avait commencé sa désintégration il y a plusieurs années, mais elle a vécu cette semaine là « son effondrement final ».
Selon le National Ice Center, agence américaine qui surveille la glace flottante, la désintégration de la barrière de glace a donné naissance à un iceberg de près de 30 × 18 km, baptisé C-38, qui s’est ensuite brisé en deux morceaux.